# Sakdiphonlasep
Somdet Phra Bawonratchao Maha Sakdiphonlasep (21 octobre 1785 - 1er mai 1832)  est un vice-roi de Thaïlande de la dynastie Chakri de 1824 à 1832. Il est fils du roi Rama Ier.